# Robert Říčka
Robert Říčka (* 20. června 1989 v Havířově) je český hokejový útočník.

## Hráčská kariéra
Narodil se v Havířově, kde také začínal s hokejem. Již v mládežnických kategorií patřil k hlavních tahounům klubu. V dorostenecké kategorii se stal lídrem v kanadském bodování a v sezoně 2005/06 dopomohl týmu se dostal do nejvyšší soutěže. Poprvé nakoukl k seniorskému hokeji v ročníku 2007/08, tehdy působil Havířov pod názvem Panthers ve druhé nejvyšší soutěži. V juniorském věku působil převážně v juniorské nejvyšší soutěži, ve které měl více než jeden bod za zápas. Ročník 2009/10 hrál častěji za A-tým než v předešlých dvou sezonách, ale v průběhu ročníku předčasně ukončil činnost v první lize A tým. Sezonu tak dokončil v juniorské soutěži která byla zachována a odehrál celkem šest zápasů za nedaleký klub HC Orlová. Havířovský klub byl obnoven hned následující ročník, již pod novým názvem AZ Havířov a nižší soutěži. Tam se Robert Říčka stal dvakrát nejproduktivnějším hráčem klubu (2010/11 a 2011/12) a i v následujících ročnících byl hlavní hvězdou klubu. Ročník 2012/13 musel kvůli zranění vynechat převážnou část sezony, ale do playoff a baráže byl již připraven a pomohl klubu postupu do první ligy. V prvoligové scéně za AZ odehrál dvě necelé sezony, v průběhu ročníku 2014/15 si jej vyhlédl extraligový Zlín, ke kterému odešel na hostování. Ve Zlíně se hned chytil a stal se s jedenácti brankami třetí nejlepší střelec v týmu. V následující sezoně prodloužil hostování až do konce sezony ve Zlíně. V produktivitě si přilepšil oproti loňské sezoně a s 18 vstřelenými goly byl druhým nejlepším střelcem týmu, jedna branka mu chyběla na lotyšského útočníka Robertse Bukartse. Třetí a poslední ročník ve Zlíně se produktivně zhoršil, trenér reprezentace Josef Jandač ho nominoval na reprezentační turnaj Euro Hockey Tour. Po skončení kontraktu měl nabídku z Třineckých Ocelářů, ale nakonec se dohodl na smlouvě s Pražským klubem HC Sparta Praha. První zápas za Spartu odehrál proti Pardubicím, ve kterém pomohl k vítězstvím 2:3 jednou brankou. 

## Zajímavosti
Ještě před vstupem do profesionální soutěže, si Robert Říčka a jeho kamarád a spoluhráč z Havířova a Zlína Jan Maruna přivydělávali po brigádách např. jako noční hlídač objektu, nebo ve skladu pneumatik a chodili po různých fabrikách. 

## Ocenění a úspěchy
- 2006 Postup s klubem HC Havířov dorost do nejvyšší soutěže ČHL-dor.
- 2011 2.ČHL - (Východ) Nejlepší nahrávač
- 2013 Postup s klubem AZ Havířov do 1.ČHL

## Prvenství
- Debut v ČHL - 3. října 2014 (PSG Zlín proti HC Sparta Praha)
- První asistence v ČHL - 5. října 2014 (HC Škoda Plzeň proti PSG Zlín)
- První gól v ČHL - 17. října 2014 (HC Slavia Praha proti PSG Zlín, českému brankáři Dominiku Furchovi)
- První hattrick v ČHL - 11. prosince 2016 (PSG Zlín proti HC Vítkovice Ridera)

## Klubové statistiky
| Sezóna         | Klub                   | Soutěž         |     | Základní část | Základní část | Základní část | Základní část | Základní část |   | Play off | Play off | Play off | Play off | Play off |
| Sezóna         | Klub                   | Soutěž         | Z   | G             | A             | B             | TM            | Z             | G | A        | B        | TM       |          |          |
| 2004-05        | HC Havířov Panthers 18 | 1.ČHL-18       | 25  | 15            | 9             | 24            | ?             | —             | — | —        | —        | —        |          |          |
| 2004-05        | HC Havířov Panthers 20 | ČHL-20         | 3   | 0             | 0             | 0             | 0             | —             | — | —        | —        | —        |          |          |
| 2004-05        | HC Havířov Panthers 18 | 1.ČHL-18       | 36  | 31            | 19            | 50            | ?             | —             | — | —        | —        | —        |          |          |
| 2005-06        | HC Havířov Panthers 20 | ČHL-20         | 4   | 0             | 1             | 1             | 0             | —             | — | —        | —        | —        |          |          |
| 2006-07        | HC Havířov Panthers 20 | ČHL-20         | 38  | 11            | 4             | 15            | 48            | —             | — | —        | —        | —        |          |          |
| 2006-07        | HC Frýdek-Místek 20    | 1.ČHL-20       | 4   | 2             | 0             | 2             | 2             | —             | — | —        | —        | —        |          |          |
| 2007-08        | HC Havířov Panthers 20 | ČHL-20         | 45  | 24            | 13            | 37            | 38            | 2             | 0 | 0        | 0        | 4        |          |          |
| 2007-08        | HC Havířov Panthers    | 1.ČHL          | 3   | 0             | 0             | 0             | 0             | 3             | 1 | 0        | 1        | 2        |          |          |
| 2008-09        | HC Havířov Panthers 20 | ČHL-20         | 33  | 20            | 14            | 34            | 36            | 5             | 3 | 0        | 3        | 6        |          |          |
| 2008-09        | HC Havířov Panthers    | 1.ČHL          | 16  | 2             | 1             | 3             | 14            | —             | — | —        | —        | —        |          |          |
| 2009-10        | HC Havířov Panthers 20 | ČHL-20         | 24  | 19            | 17            | 36            | 18            | 3             | 3 | 0        | 3        | 29       |          |          |
| 2009-10        | HC Havířov Panthers    | 1.ČHL          | 25  | 0             | 2             | 2             | 4             | —             | — | —        | —        | —        |          |          |
| 2009-10        | HC Orlová              | 2.ČHL          | 3   | 0             | 0             | 0             | 0             | 3             | 0 | 0        | 0        | 4        |          |          |
| 2010-11        | AZ Havířov             | 2.ČHL          | 38  | 23            | 32            | 55            | 24            | 3             | 0 | 0        | 0        | 0        |          |          |
| 2011-12        | AZ Havířov             | 2.ČHL          | 37  | 21            | 19            | 40            | 14            | 12            | 6 | 5        | 11       | 8        |          |          |
| 2012-13        | AZ Havířov             | 2.ČHL          | 18  | 7             | 6             | 13            | 2             | 8             | 2 | 1        | 3        | 8        |          |          |
| 2013-14        | AZ Havířov             | 1.ČHL          | 51  | 10            | 15            | 25            | 24            | 4             | 0 | 1        | 1        | 2        |          |          |
| 2014-15        | AZ Havířov             | 1.ČHL          | 15  | 3             | 8             | 11            | 0             | —             | — | —        | —        | —        |          |          |
| 2014-15        | PSG Zlín               | ČHL            | 46  | 11            | 5             | 16            | 24            | 7             | 0 | 0        | 0        | 6        |          |          |
| 2015-16        | PSG Zlín               | ČHL            | 52  | 18            | 6             | 24            | 16            | 10            | 3 | 1        | 4        | 8        |          |          |
| 2016-17        | PSG Zlín               | ČHL            | 52  | 11            | 8             | 19            | 30            | —             | — | —        | —        | —        |          |          |
| 2016-17        | AZ Havířov             | 1.ČHL          | 2   | 1             | 0             | 1             | 0             | —             | — | —        | —        | —        |          |          |
| 2017-18        | HC Sparta Praha        | ČHL            | 46  | 10            | 14            | 24            | 24            | 3             | 1 | 0        | 1        | 0        |          |          |
| 2018-19        | HC Sparta Praha        | ČHL            | 19  | 3             | 6             | 9             | 6             | —             | — | —        | —        | —        |          |          |
| 2019-20        | HC Sparta Praha        | ČHL            | 52  | 13            | 12            | 25            | 12            | —             | — | —        | —        | —        |          |          |
| 2020-21        | HC Sparta Praha        | ČHL            | 47  | 15            | 10            | 25            | 24            | —             | — | —        | —        | —        |          |          |
| 2021-22        | HC Dynamo Pardubice    | ČHL            | 48  | 27            | 20            | 47            | 30            | 8             | 4 | 1        | 5        | 2        |          |          |
| 2022-23        | HC Dynamo Pardubice    | ČHL            | 36  | 11            | 12            | 23            | 16            | 11            | 1 | 2        | 3        | 4        |          |          |
| 2023-24        | HC Dynamo Pardubice    | ČHL            | 52  | 16            | 10            | 26            | 16            | 2             | 0 | 0        | 0        | 0        |          |          |
| Celkem v ČHL   | Celkem v ČHL           | Celkem v ČHL   | 450 | 135           | 103           | 238           | 198           | 44            | 9 | 4        | 13       | 20       |          |          |
| Celkem v 1.ČHL | Celkem v 1.ČHL         | Celkem v 1.ČHL | 112 | 16            | 26            | 42            | 42            | 7             | 1 | 1        | 2        | 4        |          |          |
| Celkem v 2.ČHL | Celkem v 2.ČHL         | Celkem v 2.ČHL | 96  | 51            | 57            | 108           | 40            | 26            | 8 | 6        | 14       | 20       |          |          |

## Reprezentace
| Rok     | Tým    | Soutěž | Z | G | A | B | TM |
| ------- | ------ | ------ | - | - | - | - | -- |
| 2016-17 | Česko  | EHT    | 3 | 0 | 1 | 1 | 0  |
| Celkem  | Celkem | Celkem | 3 | 0 | 1 | 1 | 0  |